# Park (Sępopol)
Pour les articles homonymes, voir Park.
Park est un village polonais de la voïvodie de Varmie-Mazurie, dans le powiat de Bartoszyce.